# Trampas Parker
Chad Trampas Parker (Shreveport, 27 luglio 1967) è un pilota motociclistico statunitense vincitore di due titoli nel campionato mondiale di motocross.

## Biografia
Fin da giovane si cimentò nelle gare nazionali di Motocross divenendo subito vincente. Nel 1985 debuttò nel Campionato AMA Motocross con Kawasaki. Fu subito colpito da infortuni ma nonostante ciò continuò a correre, a volte ottenendo non buoni risultati a causa delle sue condizioni fisiche. Nel 1987 non trovando una moto competitiva per il Campionato AMA si trasferì in Italia per correre il campionato nazionale dove iniziò subito a vincere. Così nel 1988 ottenne un ingaggio dal team ufficiale KTM, con il quale corse nel Campionato mondiale di motocross con risultati promettenti, ma a causa della non competitività della moto Parker lasciò tornando a correre il Campionato Italiano, vincendo i titoli 125cc e 500cc. 
Nel 1989 vinse entrambe le manche del primo GP del Mondiale, corso in Italia. Lo stesso anno, con la conquista di sei GP, arrivò anche il titolo mondiale a soli 22 anni. Il suo legame con l'Italia lo portò anche a correre il Motocross delle Nazioni per la nazionale italiana. 
La stagione successiva, a causa di un incidente in gara, si ripresentarono i problemi fisici che lo avevano colpito in passato, lo colpirono le critiche considerando il suo titolo mondiale un episodio fortuito, ma, per tutta risposta, recuperata la condizione fisica, Parker bissò il titolo mondiale nel 1991, divenendo il primo pilota statunitense a vincere due titoli mondiali di Motocross. Successivamente la nuova formula di gara con tre manche invece di due lo tagliò fuori dalla difesa del suo titolo, poiché le nuove gare, più brevi, non mettevano in mostra la sua più grande dote: la resistenza. 
Nel 1995, tornato alla KTM e tornato anche il mondiale a due manche, passò alla classe 500 per sviluppare la nuova KTM 360 2T, con la quale lanciava la sfida alle potentissime oltre 500 4T che stavano iniziando a dominare il campionato. Fu protagonista di un emozionante duello durato fino all'ultima gara con Joël Smets, al quale però dovette inchinarsi. L'anno successivo subì un grave infortunio ad Esanatoglia, in una gara pre-campionato, e perse praticamente tutta la stagione; lo stesso intoppo si verificò anche nel 1997, quando era tornato in 125 per tentare l'assalto al terzo titolo. A quel punto la sua carriera iniziò una lenta ma inesorabile discesa, tra problemi fisici, cambi di team e risultati altalenanti, fino al definitivo ritiro dal motocross nel 2004. 
Successivamente passò alla Supermoto, gareggiando nel Campionato del Mondo e nel Campionato Italiano sulle Honda del team Daverio Formula, ottenendo buoni risultati.
Gradualmente ha poi lasciato la carriera agonistica, è tornato a vivere negli Stati Uniti e oggi, pur lavorando sempre nel settore come distributore in U.S.A. di parti italiane per moto e come gestore di una scuola di motocross, continuando a correre a livello amatoriale. Attualmente segue anche una scuola di Motocross in Italia.
Nel 2007 è stato inserito nella Motorcycle Hall of Fame

## Palmarès
| Mondiali motocross |      |                     |
| Oro                | 1989 | Mondiale classe 125 |
| Oro                | 1991 | Mondiale classe 250 |

## Principali altri risultati
- 1984: Campione AMA National Motocross Amatori (su Kawasaki)
- 1985: debutto nel Campionato AMA Motocross (su Kawasaki) e infortunio
- 1986: inizia a lavorare in Europa
- 1987: debutto nel Campionato Italiano Motocross
- 1988: debutto nel Campionato del Mondo Motocross (su KTM)
- 1988: Campione d'Italia Motocross 125cc (su KTM)
- 1988: Campione d'Italia Motocross 500cc (su KTM)
- 1988: Vincitore Coppa Mille Dollari Motocross (su KTM)
- 1989: Campione d'Italia Motocross 250cc (su KTM)
- 1989: 2º posto generale al Motocross delle Nazioni (Team Italia) (su KTM)
- 1990: infortunio, 7º posto Campionato del Mondo 250cc (KTM)
- 1991: Campione d'Italia Motocross 125cc (su Honda)
- 1991: Campione d'Italia Motocross 250cc (su Honda)
- 1991: Campione d'Italia Motocross 500cc (su Honda)
- 1992: 5º posto Campionato del Mondo 250cc (su Honda)
- 1993: 6º posto Campionato del Mondo 250cc (su KTM)
- 1995: 2º posto Campionato del Mondo 500cc (su KTM)
- 1996: infortunio
- 2000: 8º posto Campionato del Mondo Motocross 125cc (su TM)
- 2001: 32º posto Campionato del Mondo Motocross 500cc (su Yamaha)
- 2002: 12º posto Campionato del Mondo Motocross 125cc (su KTM)
- 2003: 6º posto Campionato Italiano Motocross Open (su KTM)
- 2003: 11º posto Campionato del Mondo Motocross 650cc (su KTM)
- 2004: 36º posto Campionato Italiano Motocross Open (1 gara disputata) (su Honda)
- 2004: 14º posto Campionato del Mondo Motocross MX3 (su Honda)
- 2004: 19º posto Campionato del Mondo Supermoto S2 (mezza stagione) (su Honda)
- 2005: 13º posto Campionato Internazionale d'Italia Supermoto classe Sport (su Honda)
- 2005: 18º posto Campionato del Mondo Supermoto S2 (su Honda)